# Kairosoft
K.K. Kairosoft (jap. 株式会社カイロソフト, Kabushiki kaisha Kairosofuto) ist ein japanischer Spielehersteller, der 1996 in der Hauptstadt Tokyo gegründet wurde. Kairosoft ist für seine Simulationsspiele bekannt, mit denen die Firma in Japan und den USA viel Erfolg hatte. Man produziert vor allem für iOS und Android sowie für den Computer. 2012 wurde die Firma von der US-amerikanischen Internet-Seite Pocket Gamer auf Platz 30 der Top 50 der Spieleentwickler des Jahres eingestuft.
Das Unternehmen mit nur neun Mitarbeitern landete mit Game Dev Story seinen ersten großen Hit. Die Spiele-Zeitschrift und Internetseite Pocket Gamer spricht von einem ganz eigenen Genre der Simulationsspiele.

## Alphabetische Liste der in Englisch verfügbaren Spiele
- Anime Studio Story
- Beastie Bay
- Biz Builder Delux
- Bonbon Cakery
- Cafeteria Nipponica
- Card Change
- Dreamhouse Days
- Dungeon Village
- Epic Astro Story
- Fish Pond Park
- Game Dev Story
- Grand Prix Story
- High Sea Saga
- Hot Springs Story
- Kairobotica
- Magazine Mogul
- Mega Mall Story
- Ninja Village
- Oh! Edo Towns
- Pocket Academy
- Pocket Clothier
- Pocket Harvest
- Pocket League Story 1/2
- Pocket Stables
- The Manga Works
- The Pyraplex
- The Ramen Sensei
- The Sushi Spinnery
- Venture Towns
- World Cruise Story
- Million March

## Alphabetische Liste der unübersetzten Spiele
Smartphone
- Blue Sky Squadron
- Departure!! Shipping Freighter
- Dragging Cat Rebel
- Excitement! Manga Dojo
- Game Center Club
- Manga Path
- Munch Munch Kairo-kun
- Outdoor Excavation Company
- Piko Piko! Game Expo
- Prestigious Pocket Academy 1
- Royal Gallery Academy
- Social Game Dev Dream
- Wai Wai! Game Dealer

PC
- Bookstore Story
- Game Developing Countries
- Game Developing Countries II DX
- The Narrow Path to Manga
- The Secondhand-book Store 1/2